# Tatort: Katz und Mäuse
Katz und Mäuse ist eine Folge der ARD-Krimireihe Tatort. Die vom Sender Freies Berlin (SFB) produzierte Episode wurde erstmals am 23. August 1981 ausgestrahlt. In seinem zweiten Fall muss Kommissar Walther einen scheinbaren Entführungsfall, aus dem sich ein Mord entwickelt, aufklären. Der Film wurde im März und April 1981 in West-Berlin gedreht. Das Szenenbild erstellte Frank Hein.

## Handlung
Sophie Schulte, die bei der Immobilienmaklerin Heike Witkamp arbeitet, und ihr neuer Freund Arne Hirsch beobachten den Kommissar Hassert, der in Sophies Nachbarschaft wohnt, um herauszufinden, ob er ein wichtiger Mann bei der Kripo ist. Die beiden planen eine fingierte Entführung von Sophie, bei der Sophies Chefin Heike genug Lösegeld bezahlen soll, damit sich das Pärchen in den Süden auf eine Insel absetzen kann. Ihre Beobachtungen wollen sie für ihren Plan nutzen. Arne Hirsch ist Architekt, allerdings mit seiner Arbeit unzufrieden. Sophies Chefin Heike scheint sich zu Sophie hingezogen zu fühlen und versucht, sie mit teuren Geschenken zu kaufen. In den folgenden Tagen konkretisieren Sophie und Arne ihren Plan weiter, Sophie soll sich während der fingierten Entführung in einem leer stehenden Haus verstecken, auch die Geldübergabe wird von den beiden detailliert geplant. Heike Witkamp kennt Arne Hirsch als rebellischen Nachwuchs-Architekten und hat eine Abneigung gegen ihn. Arne und Sophie sind sich dessen bewusst und zeigen sich demonstrativ auf einer Feier vor Heikes Augen verliebt. Am nächsten Morgen sucht Heike Sophie auf und zeigt ihr einen Drohbrief, den sie erhalten hat. Als Heike gegangen ist, freuen sich Arne und Sophie, dass der Drohbrief ihnen in die Hände spielt.
Noch am selben Abend zeichnen sie den Erpresseranruf auf und schreiben den Erpresserbrief an Heike. Nach einem Theaterbesuch von Sophie mit Heike starten sie ihre Aktion. Arne bringt Sophie zum leerstehenden Haus, in dem sie sich während der angeblichen Entführung versteckt halten wird. Am nächsten Morgen ruft Arne Sophies redselige Nachbarin Frau Reschke an, um sie über die „Entführung“ Sophies in Kenntnis zu setzen. Wie von Arne geplant, informiert sie sofort ihren Nachbarn Kommissar Hassert darüber. Hassert informiert umgehend Hauptkommissar Walther. Im Polizeipräsidium wird eine Großfahndung eingeleitet, Walther und Hassert suchen zu Arnes Überraschung diesen auf. Arne spielt den Beamten vor, dass er vor Angst um seine Freundin hysterisch ist, er habe Angst, das Haus werde von den Entführern beobachtet. Walther und Hassert installieren ein Tonbandgerät an Sophies Telefon und warten in der Wohnung darauf, dass etwas passiert. Arne legt, von den Beamten unbemerkt, den vorbereiteten Erpresserbrief so hinter die Haustür, dass es aussieht, als sei dieser unter der Tür durchgeschoben worden. Er fingiert daraufhin, den Brief vor den Beamten zu finden, Walther und Hassert öffnen diesen und lesen die Lösegeldforderung über DM 350.000, die an die Firma von Heike Witkamp gerichtet ist. Dem Brief ist das von Sophie vorbereitete Schreiben beigelegt, in dem sie ihre Chefin bittet, zu zahlen. Walther fährt daraufhin zu Heike, Hassert bleibt bei Arne.
Walther informiert Heike über die Entführung und zeigt ihr den Erpresserbrief. Heike findet es nicht merkwürdig, dass der an sie adressierte Erpresserbrief ihrem Freund zugestellt wurde. Sie vermutet, dass Sophie dies den Entführern geraten habe, um Heike zu schonen. Heike bricht vor Walther in Tränen aus, sagt ihm aber zu, das Geld aufzutreiben. Nachdem Walther gegangen ist, erfährt Heike, dass für das leer stehende Haus, in dem Sophie sich versteckt hält, aufgrund eines Fehlers von Sophie noch eine Heizkostenrechnung eingegangen ist.
Heike macht sich daraufhin auf zu dem Objekt und nimmt dazu ihre Pistole mit. Währenddessen überkommt Sophie Sehnsucht nach Arne und sie verlässt das Haus, um ihn von der Telefonzelle aus anzurufen. Während Sophie in der Telefonzelle ist, geht Heike durch das Haus und wundert sich über das eingeschaltete Licht in dem leer stehenden Haus. Im Haus findet sie die Brosche, die sie selbst Sophie vor kurzem geschenkt hat, und begreift, dass diese sich dort versteckt hält. Sophie bricht unterdessen den Versuch ab, ihren Freund anzurufen, nachdem dieser Hassert vorspielt, niemand melde sich am Telefon. Heike findet unterdessen auch den Kassettenrekorder, auf dem der Erpressungsanruf aufgezeichnet ist, der ihr noch zugehen soll. In diesem Moment kehrt Sophie zurück und trifft auf Heike. Es kommt zu einem Wortgefecht zwischen den beiden Frauen, in deren Verlauf ein Schuss fällt. Am nächsten Morgen erhält Arne den erwarteten Erpresseranruf im Beisein von Hassert. Arne ahnt nicht, dass nicht Sophie, sondern Heike das Band beim Anruf abgespielt hat. Walther und seine Leute bereiten sich auf die Übergabe vor, der Ort der Geldübergabe wird weitläufig überwacht, sie stehen dabei auch in Kontakt mit Heike und Arne.
Nachdem Hassert sich von ihm verabschiedet hat, schleicht sich Arne im Glauben, dass alles nach seinem Plan läuft, durch das Kellerfenster aus dem Haus und zum Ort der Geldübergabe. Dort warten Walther und sein Team, um die Geldübergabe zu beobachten und dem Täter unauffällig zu folgen. Arne indes plant, unterirdisch durch den Kanal und einen Gullydeckel unbemerkt an das Geld zu kommen. Während Arne sich durch die Kanalisation zum Übergabeort durchkämpft, entnimmt Heike auf der Fahrt zum Treffpunkt ein paar Tausend-DM-Scheine von der Lösegeldsumme, kurz darauf unterbricht sie die Fahrt, weil sie in Tränen ausbricht. Noch immer bedrückt, legt sie das Geld am vereinbarten Punkt ab. Walther kommt es seltsam vor, als Heike einen Moment stoisch am Übergabeort verweilt, bevor sie wieder ins Auto steigt. Während die Beamten einen Kranführer beobachten, der auf die Baustelle am Übergabeort kommt, holt Arne durch den Gullydeckel wie geplant das Geld. Er wirft das Geld in einen Papierkorb im Oberbaumpark, aus dem Sophie es vereinbarungsgemäß herausholen soll. Als sie nicht kommt, nimmt er das Geld wieder an sich. Unterdessen setzt der Kranführer den umgestürzten Müllcontainer um, unter dem das Geld deponiert worden war, die Beamten beobachten dies und realisieren, dass das Geld verschwunden ist. Zudem finden Walther und sein Team unter dem Container die Leiche von Sophie. Der Kranführer wird als Tatverdächtiger festgenommen, beteuert aber seine Unschuld.
Walther sucht Heike auf, diese gibt sich schockiert über den Tod von Sophie und wirft der Polizei Fehler vor. Hassert stellt unterdessen fest, dass Arne nicht bei Sophie zu Hause geblieben ist. Bei seiner Rückkehr behauptet Arne, nur kurz Tabak geholt zu haben. Als Hassert ihm das nicht glaubt, gibt er an, die Decke sei ihm zu Hause auf den Kopf gefallen, weil er sich um seine Freundin gesorgt hätte. Als Hassert ihm mitteilt, dass Sophie tot ist, reagiert Arne fassungslos und ungläubig. In diesem Moment ruft eine Frau an, die sich als „Malou“ vorstellt und ihm sagt, dass sie ihn liebe und sich freue, bald mit ihm zusammen zu sein. Arne beteuert Hassert gegenüber, keine Malou zu kennen. Zur gleichen Zeit bucht Heike verkleidet in einem Reisebüro einen Flug für Arne und sich unter dem Namen Malou Bender einen Flug nach Mexiko. Die Reise bezahlt sie in bar von dem Geld, das sie von der Lösegeldsumme entnommen hatte. Der vorläufige Obduktionsbericht von Sophies Leiche ergibt, dass diese erwürgt wurde, zuvor wurde ihr jedoch mit einer Schreckschusspistole ins Gesicht geschossen. Währenddessen wird der mittlerweile betrunkene Arne von einer Aufzeichnung seines Erpresseranrufs und kurze Zeit später von einem Erpresseranruf heimgesucht. Er solle das Lösegeld zu einer leerstehenden Villa bringen und könne im Gegenzug die Kassette mit dem Erpresseranruf zurückbekommen.
Während Heike Walther auf eine falsche Fährte lockt, indem sie einen ehemaligen Bewohner eines von ihr geräumten Hauses verdächtigt, wird Walther durch seinen Vorgesetzten informiert, dass die ersten zwei Scheine des Lösegeldes in einem Reisebüro aufgetaucht sind, mit denen die Mexikoflüge von Arne und der nicht existenten Malou Bender bezahlt wurden. Hassert und ein Kollege beschatten Arne und beobachten ihn, wie er mit einer Tüte in der Hand zum Treffpunkt der neuerlichen Geldübergabe geht. Sie können sich keinen Reim darauf machen, bemerken aber, dass sich Arne in einem aufgelösten Zustand befindet. Walther und Hassert schaffen es, vor Arne in der leerstehenden Villa zu sein, und finden dort den Kassettenrekorder mit dem Erpressungsanruf. Sie legen sich auf die Lauer und nehmen Arne fest, als dieser die Villa betreten will, Arne wirkt erleichtert. Der Fall scheint aufgeklärt, doch Walther sitzt in seinem Büro und denkt über den gesamten Fall nach, wobei er immer wieder die Aufzeichnung des zweiten Erpresseranrufs an Arne anhört. Dort vernimmt er im Hintergrund ein metallisches Klimpern. Dann ruft er Heike an, um sich in ihrem Büro mit ihr zu treffen. Er baut dabei geschickt Verzögerungen in das Telefonat ein, bei denen er vernimmt, dass Heike, während sie telefoniert, mit ihrem Schmuck klimpert. Es ist das gleiche Klimpern wie beim Erpressungsanruf. Er fährt zu ihr ins Büro und nimmt sie fest.

## Veröffentlichung & Rezeption
Bei ihrer Erstausstrahlung konnte diese Folge 18,53 Mio. Zuschauer erreichen, was einem Marktanteil von 49 % entsprach. Die Kritiker der Fernsehzeitschrift TV-Spielfilm beurteilen diesen Tatort mittelmäßig und bemerken: „Hier gibt's tolle Tips für den Vorruhestand“.